# Stazione di Sesto Cremonese
La stazione di Sesto Cremonese era posta lungo la linea Cremona-Iseo della Società Nazionale Ferrovie e Tramvie attivata per tratte a partire dal 1911 e soppressa nel 1956, a servizio dell'omonimo comune.

## Storia

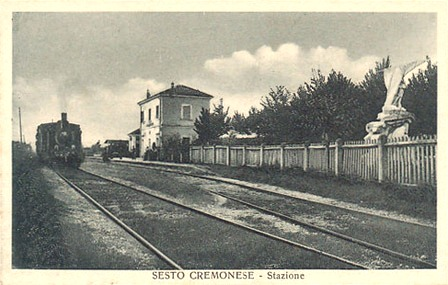
Cartolina nel 1930

La stazione fu attivata il 2 gennaio 1926, al completamento della ferrovia Cremona-Soresina, la quale fu a sua volta prolungata fino a Iseo nel 1932.
L'impianto era gestito dalla concessionaria della linea, la Società Nazionale Ferrovie e Tramvie (SNFT).
In conseguenza del mutato clima politico del secondo dopoguerra, non favorevole agli investimenti nel trasporto su rotaia, per poter accedere ai finanziamenti statali la società esercente si vide costretta a sopprimere la linea nel 1956.
L'ex fabbricato viaggiatori ospita la sede della locale sezione AVIS e nel 2007 è stato oggetto di un restauro e la posa, sull'ex piazzale dei binari, di alcune traversine in legno a ricordo della linea.

## Strutture e impianti
Oltre che di un binario di raddoppio, la stazione era dotata di un magazzino merci di modeste dimensioni.